# Ahn Dong-goo
Ahn Dong-goo (en hangul, 안동구) es un actor y modelo surcoreano. Participó en series y películas como: Dulce hogar, Black Summer, The Wind Blows, etc.

## Biografía
Han Dong-goo es un actor y modelo nacido en Corea del Sur. Se graduó de la universidad de Hanyang con una licenciatura en química teatral y cinematográfica. Debutó en el 2019 a sus 25 años con el melodrama The Wind Blows.

## Carrera
Es miembro de la agencia Ace Factory.
En diciembre de 2021, se unió al elenco recurrente de la serie Our Beloved Summer, donde interpretó a Gu Eun-ho, el manager y amigo de Choi Ung (Choi Woo-shik).
Ese mismo mes, se unió al elenco recurrente de la serie Snowdrop, donde dio vida a Choi Byung-tae, un cadete de la academia militar.

## Filmografía

### Series de televisión
| Año     | Título                     | Personaje                | Notas                              | Ref.        |
| ------- | -------------------------- | ------------------------ | ---------------------------------- | ----------- |
| 2019    | The Wind Blows             | Kwon Do-hoon (de joven)  | Aparición especial, tres episodios | [ 2 ] [ 5 ] |
| 2020    | When the Weather Is Fine   | Cha Yoon-taek (de joven) | Aparición especial, dos episodios  |             |
| 2020    | Soul Mechanic              | No Woo-jung              |                                    | [ 6 ]       |
| 2020    | Sweet Home                 | Lee Soo-ung              |                                    |             |
| 2021    | The Silent Sea             | Empleado                 | Aparición especial, ep. 1          |             |
| 2021-22 | Our Beloved Summer         | Gu Eun-ho                |                                    |             |
| 2021-22 | Snowdrop                   | Choi Byung-tae           |                                    |             |
| 2023    | Shin, abogado de divorcios | Jung Ji-hoon             | Aparición especial, ep. 1          |             |
| 2023    | See You in My 19th Life    | Ha Do-yoon               |                                    | [ 7 ]       |

### Películas
| Año  | Título       | Personaje            | Notas |
| ---- | ------------ | -------------------- | ----- |
| 2017 | Black Summer | Conocido de Ji-hyeon | [ 8 ] |
| 2020 | Subject      | Hyun-sung            | [ 9 ] |